# Giuseppe Meazza
Giuseppe Meazza (ur. 23 sierpnia 1910 w Mediolanie, zm. 21 sierpnia 1979 w Lissone) – włoski piłkarz, który występował na pozycji napastnika, a także trener piłkarski. W latach 1930–1939 reprezentant Włoch.
Uważany za jednego z najlepszych zawodników w historii włoskiej piłki nożnej. Większość kariery klubowej spędził w Interze Mediolan, w którym występował w latach 1927–1940 oraz 1946–1947 zdobywając dla klubu 284 bramki w 408 meczach. Przez dziewięć lat był kapitanem drużyny. Trzykrotnie zdobywał mistrzostwo Włoch, tyle samo razy zostawał królem strzelców rozgrywek i przekroczył granicę 100 goli w Serie A, dokonując tego najszybciej w historii, mając 23 lata i 32 dni. Zdobywca Pucharu Włoch w sezonie 1938/1939 i król strzelców tych rozgrywek w sezonie 1937/1938. Jest czwartym najlepszym strzelcem w historii Serie A, mając na koncie 216 goli.
Z 33 golami pozostaje drugim najskuteczniejszym strzelcem w historii reprezentacji Włoch. Wraz z reprezentacją narodową świętował mistrzostwo świata w latach 1934 (strzelił 2 bramki w turnieju finałowym) i 1938 jako kapitan. Dwukrotnie zdobywał złoty medal w Pucharze Europy Środkowej. W latach 1937–1939 kapitan włoskiej reprezentacji.
Po zakończeniu kariery seniorskiej był m.in. trenerem reprezentacji Włoch podczas Igrzysk Olimpijskich 1952. Został także trenerem włoskich klubów: Interu Mediolan, Atalanty BC i Pro Patrii. W latach 1948–1949 trenował turecki klub Beşiktaş JK.
W 1980 stadion Comunale San Siro, na którym rozgrywają swoje mecze Inter Mediolan oraz Milan, przemianowano na Stadio Giuseppe Meazza, jednak kibice Milanu wciąż używają nazwy San Siro. W 2011 został pośmiertelnie wprowadzony do Galerii Sławy włoskiej piłki nożnej, cztery lata później został uwzględniony w Alei Gwiazd włoskiego sportu. W 2019 został członkiem Galerii Sław Interu Mediolan.

## Dzieciństwo
Giuseppe Meazza urodził się 23 sierpnia 1910 w via Maestri Campionesi w Porta Vittorii, dzielnicy Mediolanu. W wieku 7 lat stracił ojca z powodu trwającej I wojny światowej. Dorastał będąc wychowywany przez matkę, Ersilię, której pomagał sprzedawać owoce w sklepie. W wieku 6 lat zaczął grać w piłkę nożnę, jednak z powodu braku butów grał boso piłką zrobioną ze szmat. W tamtym czasie grał na ulicy w drużynie „Maestri Campionesi”. W 1922, po tym jak matka dała mu zgodę na regularną grę, dołączył do klubu Gloria F.C. W tym czasie dostał swoje pierwsze piłkarskie buty.
Z powodu niskiego wzrostu i słabych warunków fizycznych został w wieku 14 lat odrzucony przez Milan, co wykorzystał lokalny rywal Inter Mediolan, do którego przeszedł Meazza. Podczas gry w sekcjach juniorskich Interu został zauważony przez zawodnika seniorskiej drużyny – Fulvio Bernardiniego. Ten namówił trenera Árpáda Weisza do włączenia młodego zawodnika do pierwszego zespołu, co stało się w 1927.

## Kariera klubowa

### Inter Mediolan

#### Sezon 1927/1928

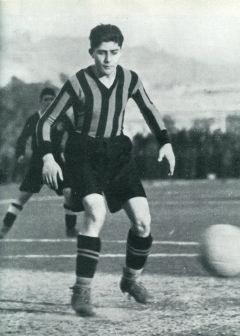
Meazza w barwach Interu Mediolan w 1927

Po włączeniu do seniorskiej drużyny przez Árpáda Weisza, młody zawodnik dostał przezwisko Balila, co znaczy Mały chłopiec, który nadał mu Leopoldo Conti. Conti uważał, że Meazza był za młody na treningi z seniorami. Trener postanowił jednak wystawić Giuseppe na nadchodzący mecz z Milanese Unione Sportiva. Conti skomentował decyzję trenera słowami: „Teraz bierzemy zawodników już nawet z Balilli!”. Opera Nazionale Balilla, do której Conti porównał Meazzę, była faszystowską organizacją, która zrzeszała dzieci od 8 do 14 lat, dlatego też starszy zawodnik użył takiego porównania. 12 września 1927 Giuseppe Meazza zadebiutował w rozgrywkach seniorskich w spotkaniu Coppa Volta di Como przeciwko Milanese Unione Sportiva (6:2), w którym strzelił dwie bramki. 25 września zadebiutował w barwach Interu Mediolan w ligowych rozgrywkach – Divisione Nazionale, rozgrywając spotkanie z La Dominante (6:1) i notując dwa trafienia.
8 stycznia 1928 zanotował dwie bramki w wygranym 5:2 z Pro Patrią. Z 24 punktami w lidze, Inter uplasował się na 4. miejscu w pierwszej fazie rozgrywek, dzięki czemu zakwalifikował się do finałowej rundy. Tam zajął 7. miejsce spośród ośmiu zespołów. Meazza wystąpił łącznie w 33 meczach, w których zdobył 12 bramek.

#### Sezon 1928/1929

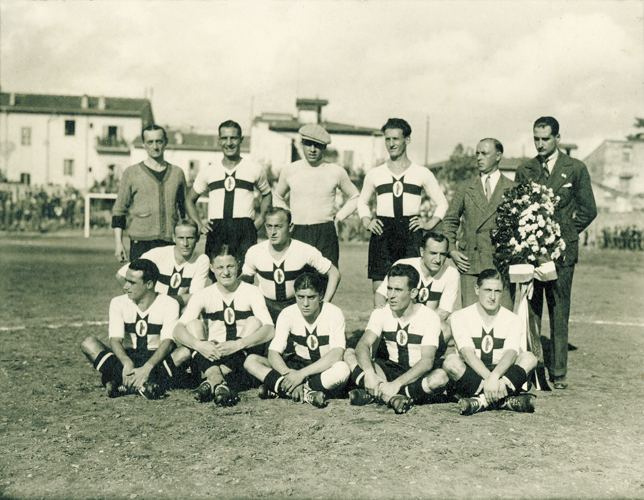
Meazza (siedzi trzeci od lewej) w sezonie 1928/1929

30 września 1928 rozegrał pierwszy mecz sezonu 1928/1929, w którym Ambrosiana zwyciężyła 3:0 z Fiorentiną. 7 października w drugim meczu zanotował trafienie w wygranym 5:1 meczu przeciwko Reggianie. 28 października zanotował swojego pierwszego hat tricka w karierze seniorskiej, trzykrotnie bramkarza w meczu Inter–Brescia, który zakończył się zwycięstwem mediolańskiego klubu 5:1.
Rok 1929 rozpoczął od strzelenia pięciu bramek w meczu przeciwko Pistoiese, który zakończył się zwycięstwem Interu 9:1. Zdobycie trzech goli zajęło Meazzie 8 minut. 20 stycznia 1929 skompletował hat-tricka w starciu z SSC Napoli (8:1). W dwóch późniejszych meczach przeciwko: La Biellese (7:0) oraz Fiorentinie (3:0) zdobył dwie bramki. 17 marca trzykrotnie trafił do siatki w meczu przeciwko Hellas Werona. Kolejnego hat tricka zantował 14 kwietnia, kiedy Inter pokonał 8:1 drużynę Fiumany. Tydzień później strzelił dwie bramki w wygranym 4:2 spotkaniu przeciwko Juventusowi. 12 maja zdobył pięć bramek w zwycięskim 10:2 dla Interu spotkaniu z Venezią.
Łącznie w sezonie 1928/1929 zdobył 33 bramki, występując w 29 meczach. Został wicekrólem strzelców, kończąc za zdobywcą 36 bramek Gino Rossettim. Klub zakończył rozgrywki ligowe na 6. miejscu, w związku z czym zakwalifikował się do rozgrywek Serie A.

#### Sezon 1929/1930

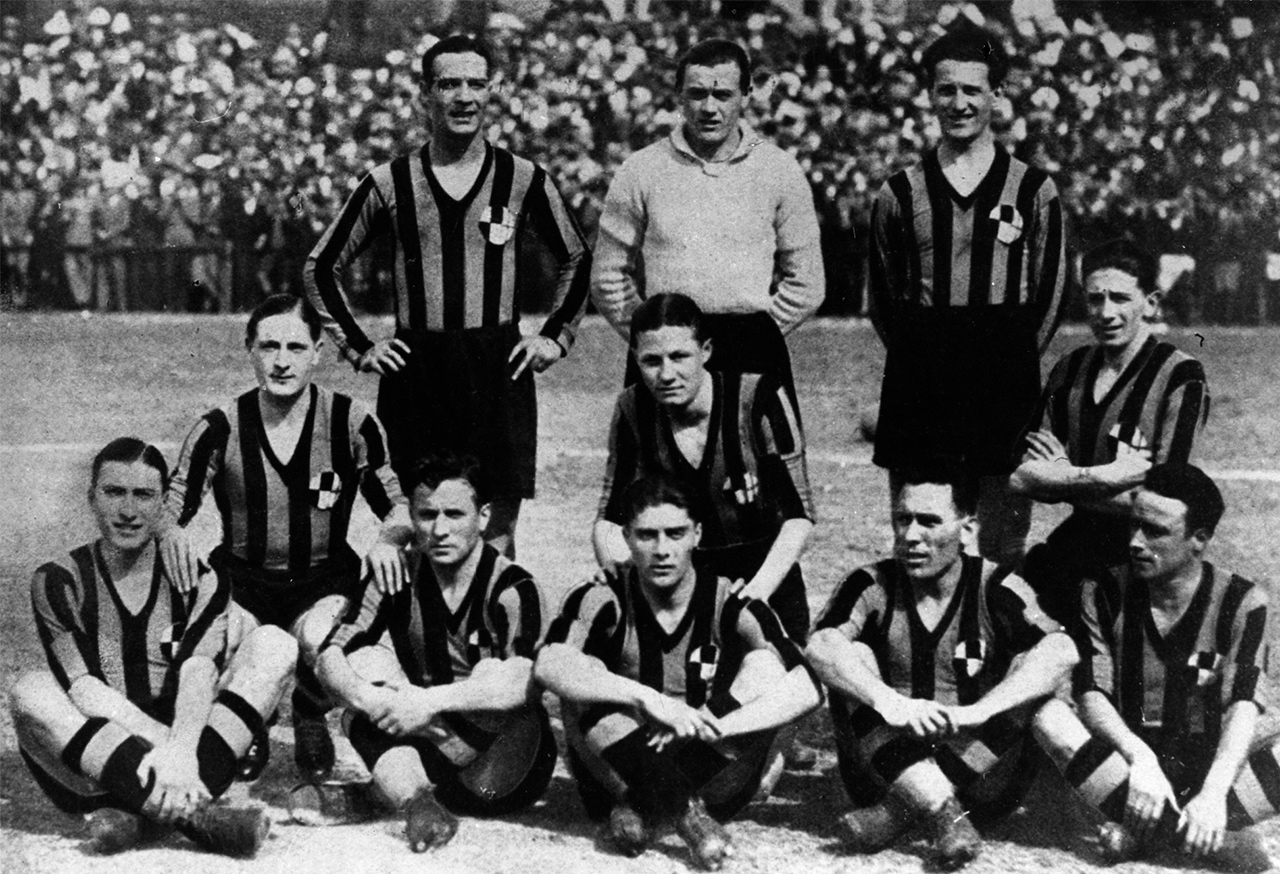
Skład Interu na sezon 1929/1930; Meazza siedzi trzeci od lewej

Meazza rozpoczął sezon 1929/1930 od rozegrania pierwszego meczu w Serie A, w którym Ambrosiana wygrała 2:1 z Livorno, a napastnik zdobył bramkę już w 6. minucie spotkania. 3 listopada zdobył dwa gole w wygranym 3:2 starciu z Cremonese. Pierwszego hat-tricka w rozgrywkach Serie A zdobył 17 listopada, trzykrotnie pokonując bramkarza Padovy, Antonio Colognese.

19 stycznia 1930 dwukrotnie trafił w meczu z Torino. Tydzień później również zanotował dublet, tym razem strzelając przeciwko Genoi. 23 lutego zdobył dwie bramki w wygranym 6:2 meczu z Livorno. Dwie bramki zanotował w spotkaniu przeciwko Pro Vercelli. 23 marca skompletował hat-tricka w wygranym 4:2 meczu z S.S. Lazio. 27 kwietnia strzelił cztery gole, a Inter pokonał 6:0 zespół Romy. Meazza skompletował trzy gole po trzech minutach od rozpoczęcia starcia. 25 maja zanotował dublet w wygranym 8:0 meczu z Pro Patrią. 15 czerwca w meczu 32. kolejki Serie A z Genoą strzelił trzy bramki. 

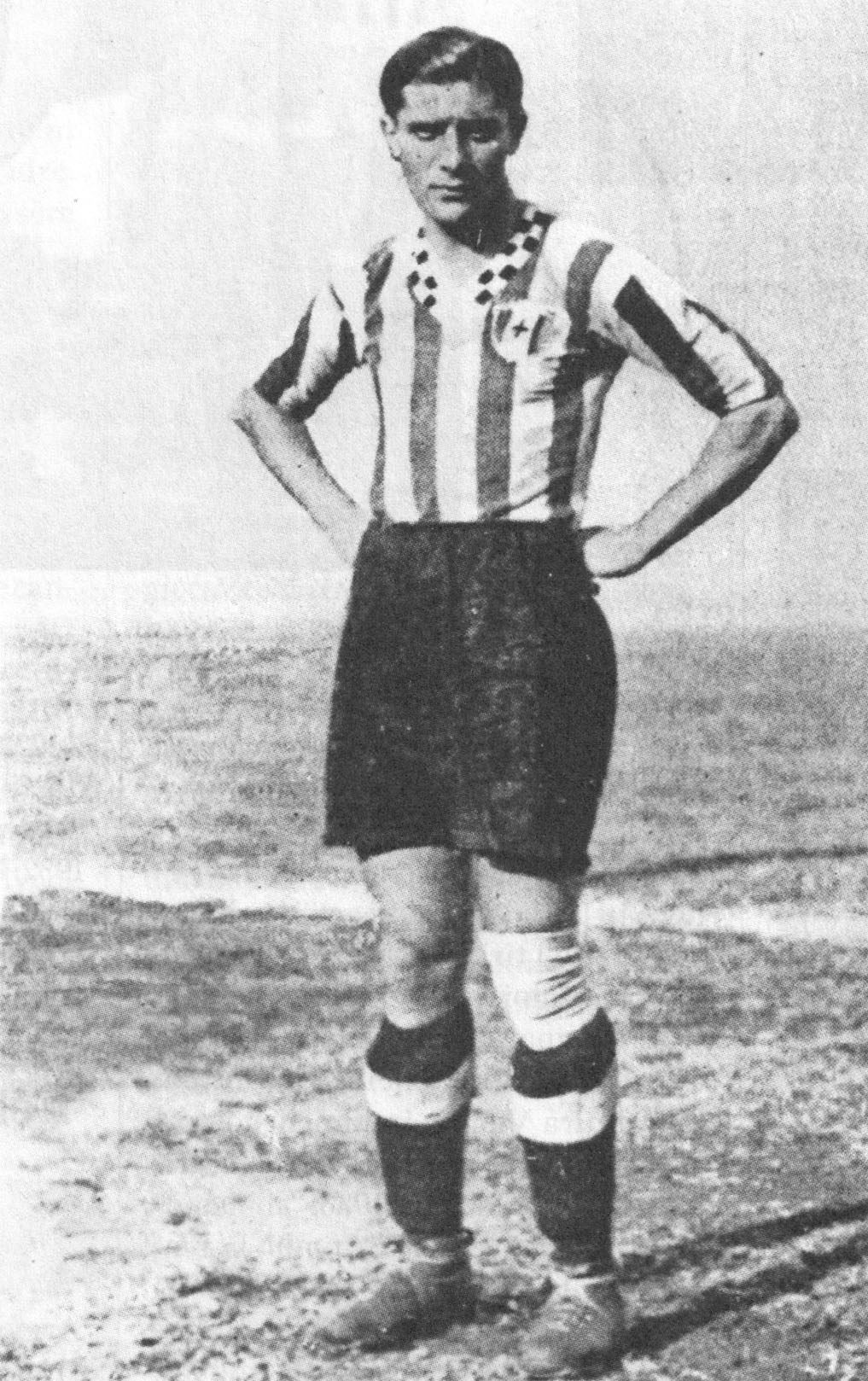
Giuseppe Meazza podczas sezonu 1930/1931

Ambrosiana po zakończeniu sezonu 1929/1930 ligi włoskiej wzięła udział w Pucharze Mitropa. 15 lipca 1930 rozegrano pierwszy mecz, w którym Inter pokonał 4:2 Újpest (4:2), a Meazza zdobył dwa gole. W meczu rewanżowym Meazza również strzelił dwie bramki, ale Nerazzurri przegrali 4:2 i trzeba było rozegrać mecz rozstrzygający. W trzecim starciu padł remis 1:1, a Meazza zdobył bramkę. Rozegrano zatem jeszcze jeden mecz, w którym Ambrosiana wygrała 5:3. Balilla zdobył w tym meczu dwa trafienia. Inter awansował do półfinału, w którym przegrał 8:3 w dwumeczu ze Spartą Praga.
Ambrosiana w sezonie 1929/1930 zdobyła mistrzostwo Włoch, zdobywając 50 punktów. Meazza zdobył w tym sezonie 31 bramek, co pozwoliło mu na zdobycie korony króla strzelców. Z 7 golami został królem strzelców Pucharu Mitropy.

#### Sezon 1930/1931
5 października 1930 rozegrał pierwszy mecz 1930/1931, w którym strzelił bramkę, a Ambrosiana zremisowała z Pro Vercelli 1:1. Dublet zanotował 28 października w meczu z Casale (5:1). 21 grudnia również zanotował dwa trafienia w zremisowanym 2:2 meczu przeciwko Legnano.
15 lutego 1930, w wygranym meczu ligowym z Pro Vercelli (6:1), zdobył dwie bramki. 8 marca zanotował dwa trafienia w meczu 21. kolejki Serie A przeciwko Torino. 5 kwietnia strzelił dwa gole w spotkaniu z Modeną (5:2). W następnym meczu, przeciwko Alessandrii, również zdobył dwa gole. 31 maja w wygranym 5:0 meczu z AS Romą zdobył dwa gole. Tydzień później, w meczu 30. kolejki Serie A przeciwko Legnano (3:0), dwukrotnie trafił do siatki bramkarza, Angelo Rotondiego.
Meazza w sezonie 1930/1931 łącznie wystąpił w 34 meczach, w których strzelił 24 bramki. Ambrosiana zajęła 5. miejsce w rozgrywkach ligowych, gromadząc 38 punktów. Meazza z 24 golami zajął 2. miejsce w klasyfikacji strzelców Serie A – za zdobywcą 29 goli, Rodolfo Volkiem.

#### Sezon 1931/1932

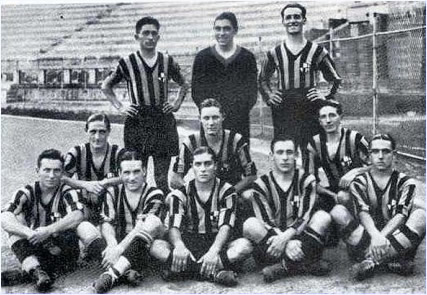
Meazza w sezonie 1931/1932 (siedzi trzeci od lewej)

Sezon rozpoczął 20 września 1931 od meczu z Casale, w którym Ambrosiana przegrała 3:1. Pierwszą bramkę strzelił w następnym meczu, rozegranym 27 września przeciwko Torino. 18 października zdobył dwa gole w wygranym 3:2 meczu z A.C. Milanem. Dublet skompletował 25 października w spotkaniu z Pro Vercelli.
31 stycznia 1932 zanotował trzy trafienia, a Ambrosiana 4:0 z drużyną Casale. 26 maja strzelił dwie bramki w meczu 31. kolejki Serie A przeciwko Genui. Trzy dni później również zdobył dwa gole, tym razem remisując 2:2 z Lazio.
Ambrosiana-Inter zakończył sezon 1931/1932 na 6. miejscu z 38 punktami. Giuseppe Meazza z 21 golami na koncie został wicekrólem strzelców rozgrywek (razem z Libero Marchiną).

#### Sezon 1932/1933

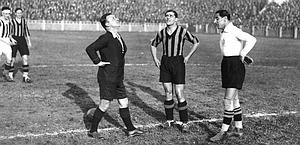
Giuseppe Meazza i Giampiero Combi podczas Derbów d’Italia (1933)

Sezon 1932/1933 rozpoczął od spotkania z Pro Patrią (6:2), w którym zdobył trzy bramki, strzelając w 5., 41. i 89. minucie spotkania. 8 grudnia, w wygranym 3:2 meczu z Padovą, zanotował dwa trafienia.
8 stycznia 1933 strzelił dwie bramki w meczu przeciwko Palermo. Tydzień później również zanotował dublet, dwukrotnie trafiając w spotkaniu z Bari. 16 kwietnia strzelił dwa gole w wygranym 5:1 meczu 25. kolejki Serie A przeciwko Torino.
Meazza skończył sezon z 20 trafieniami, plasując się na 4. pozycji w klasyfikacji króla strzelców Serie A. Ambrosiana-Inter zajął 2. miejsce w lidze, w związku z czym zakwalifikował się do Pucharu Mitropa, w którym pierwszy mecz rozegrał 25 czerwca, przegrywając 1:0 z First Vienną. W meczu rewanżowym Inter wygrał 4:0, a Meazza zanotował hat tricka. Włoski zespół doszedł do finału rozgrywek, w którym przegrał 4:3 z Austrią Wiedeń. Z 5 golami został królem strzelców rozgrywek.

#### Sezon 1933/1934
| 1.  | Giuseppe Meazza     | 23 lata i 32 dni  |
| 2.  | Silvio Piola        | 23 lata i 68 dni  |
| 3.  | Giampiero Boniperti | 23 lata i 193 dni |
| 4.  | Felice Borel        | 23 lata i 307 dni |
| 5.  | José Altafini       | 24 lata i 239 dni |
| 6.  | Mauro Icardi        | 25 lat i 27 dni   |
| 7.  | Edinson Cavani      | 25 lat i 340 dni  |
| 8.  | Omar Sívori         | 26 lat i 90 dni   |
| 9.  | Guglielmo Gabetto   | 26 lat i 104 dni  |
| 10. | Alberto Gilardino   | 26 lat i 105 dni  |

10 września 1933 rozegrał pierwszy mecz sezonu 1933/1934, w którym Ambrosiana wygrała 9:0 z Casale, a Meazza skompletował trzy trafienia. 24 września, w wygranym 2:1 meczu z Napoli, strzelił obie bramki dla swojego zespołu. Jego pierwszy gol był 100. w rozgrywkach Serie A, dzięki czemu w wieku 23 lat i 32 dni stał się najmłodszym piłkarzem, który zdobył 100 goli w najwyższej klasie rozgrywkowej we Włoszech. 1 listopada strzelił dwie bramki w starciu z A.C. Milanem (3:0). 5 listopada w meczu 9. kolejki Serie A przeciwko Lazio (4:1) strzelił cztery gole, trafiając w 12., 47., 62. i 76. minucie meczu. 

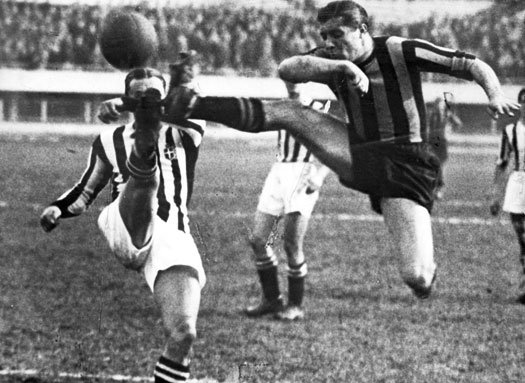
Meazza w walce o piłkę podczas Derbów d’Italia

W drugiej połowie sezonu znalazł się w fatalnej formie strzeleckiej, nie strzelając bramki w siedmiu meczach: od grudnia do lutego. Passę bez bramki 18 lutego 1934 w meczu z Alessandrią (2:0), w którym strzelił bramkę w 67. minucie spotkania. 18 marca strzelił dwie bramki w wygranym 8:1 meczu z Lazio. Były to jego ostatnie gole w tym sezonie Serie A; Meazza nie trafił do siatki w sześciu pozostałych meczach, a w dwóch nie zagrał z powodu kontuzji.
Ogólnie w sezonie 1933/1934 zanotował 34 występy, w których zdobył 24 goli. Z 21 bramkami w sezonie ligowym uplasował się na trzeciej pozycji w klasyfikacji najlepszych strzelców. Po zakończeniu rozgrywek ligowych, Ambrosiana wzięła udział w Pucharze Mitropa. W pierwszym meczu włoski zespół zremisował 1:1 z SK Kladno. W spotkaniu rewanżowym Meazza strzelił dwie bramki, ale Inter przegrał 3:2 z czeskim zespołem i odpadł z turnieju.

#### Sezon 1934/1935

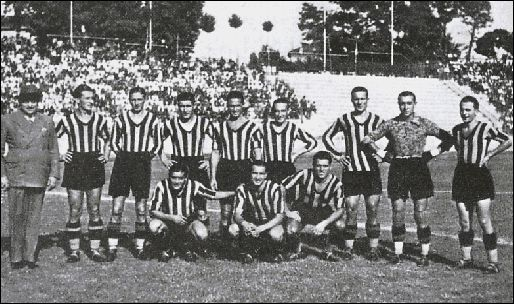
Meazza w 1934 (pierwszy od lewej w pierwszym rzędzie)

Sezon rozpoczął od spotkania z Palermo (3:0). 14 października, w wygranym 7:0 meczu z Triestiną, Meazza skompletował hat-tricka. Następnie nie strzelił bramki w sześciu meczach z rzędu, przerywając passę 23 grudnia, kiedy to zdobył bramkę w meczu 10. kolejki z Fiorentiną (1:1).
6 stycznia 1935 strzelił hat-tricka w wygranym 5:1 meczu z Brescią. 24 lutego zanotował dublet w spotkaniu przeciwko Livorno (5:1). Po tym meczu zanotował serię dziewięciu meczów bez zdobytej bramki. Passę przełamał 13 maja w meczu z SSC Napoli (2:1), w którym strzelił dwa gole. 27 maja w meczu 29. kolejki Serie A z Torino (4:0) dwukrotnie zdobył bramkę.
Łącznie w sezonie 1934/1935 zdobył 20 bramek, występując w 32 spotkaniach. Meazza z 18 golami w rozgrywkach ligowych został trzecim najskuteczniejszym zawodnikiem, za królem strzelców Enrique Guaitą (28 goli) i Silvio Piolą (21 goli). Ambrosiana-Inter ponownie zakończył sezon na 2. miejscu, kwalifikując się do Pucharu Mitropy.
16 czerwca rozpoczął zmagania w rozgrywkach, rozgrywając mecz z Austrią Wiedeń. Starcie zakończyło się porażką 5:2 Interu, a Meazza zanotował oba trafienia dla swojej drużyny. W meczu rewanżowym Inter ponownie przegrał (3:1) i tym samym odpadł z pucharu.

#### Sezon 1935/1936
22 września 1935 rozegrał pierwszy mecz nowego sezonu, w którym Inter przegrał 1:0 z Brescią. Pierwszego gola zdobył skutecznie wykonując rzut wolny w kolejnym meczu, przeciwko A.C. Milan, który zakończył się remisem 1:1.. 13 października strzelił trzy bramki w wygranym 4:0 meczu z Palermo. 3 listopada zanotował dublet w meczu 6. kolejki Serie A przeciwko Triestinie (5:0). Tydzień później również strzelił dwa gole, trafiając w zremisowanym 2:2 spotkaniu z Alessandrią. 17 listopada strzelił hat-tricka w meczu Derbów d’Italia z Juventusem (4:0). 25 grudnia zadebiutował w rozgrywkach Pucharu Włoch w wygranym 4:0 meczu z Brescią, w którym strzelił premierową bramkę.

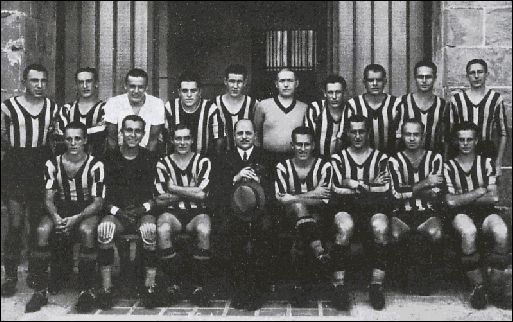
Skład Ambrosiany na sezon 1935/1936; Meazza siedzi trzeci od lewej

Od grudnia 1935 do lutego 1936 Meazza notował passę 6 meczów ze zdobytą bramkę. 22 marca strzelił dwa gole w wygranym 4:2 starciu z Napoli. 21 maja wystąpił w przegranym 1:0 meczu pucharu krajowego z Juventusem.
Ambrosiana-Inter zakończył sezon na 4. miejscu, kwalifikując się do Pucharu Mitropa. Łącznie w sezonie 1935/1936 wystąpił w 37 meczach, w których zdobył 36 goli. Z 25 golami w lidze został królem strzelców, kończąc na czele klasyfikacji strzelców po raz drugi.
21 czerwca rozegrał pierwszy mecz Pucharu Mitropa. Spotkanie ze Zbrojovką Brno zakończyło się zwycięstwem 3:2, a Balilla strzelił dwie bramki. 29 czerwca w meczu rewanżowym, w którym Inter ponownie wygrał (8:1), Meazza zdobył pięć bramek: 1:0 (2'), 3:0 (28'), 5:0 (61'), 7:0 (80'), 8:0 (84'). Ambrosiana z wygraną 11:3 w dwumeczu awansowała do ćwierćfinału, który wygrała 4:3 z First Vienną. Włoski zespół został pokonany w półfinale przez Spartę Praga; Meazza strzelił bramki w obu przegranych meczach półfinału (3:5, 2:3). Został królem strzelców pucharu, zdobywając łącznie 10 bramek.

#### Sezon 1936/1937

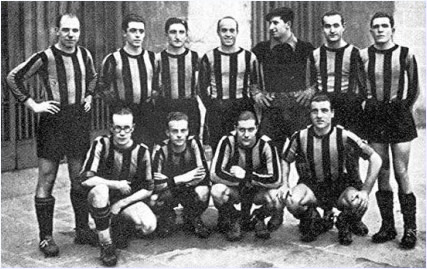
Skład Interu na sezon 1936/1937; Meazza drugi od prawej w pierwszym rzędzie

13 września rozegrał pierwszy mecz nowego sezonu, w którym zdobył bramkę w przegranym 2:1 meczu z Triestiną. Tydzień później, w meczu ligowym przeciwko Novara Calcio skompletował hat tricka. Od października do stycznia nie zanotował trafienia, kończąc mecz bez strzelonej bramki pięciokrotnie (nie grał w meczach kolejek 8., 9., 10., i 11.).
6 stycznia 1937 strzelił gola w rozgrywkach Pucharu Włoch w 1/8 finału z drużyną L’Aquili (4:3). W lidze przełamał się 10 stycznia 1937 w wygranym 3:0 meczu 15. kolejki Serie A przeciwko Alessandrii, w którym strzelił gola w 58. minucie spotkania. Rozgrywki krajowego pucharu zakończył na etapie półfinału, przegrywając 2:0 z AS Romą.
Sezon 1936/1937 zakończył z 14 golami, w tym 11 uzbierał w Serie A. Po raz pierwszy w swojej karierze nie znalazł się w pierwszej dziesiątce w klasyfikacji króla strzelców Serie A. Ambrosiana-Inter zakończyła sezon na 7. miejscu i nie zakwalifikowała się do Pucharu Mitropa.

#### Sezon 1937/1938

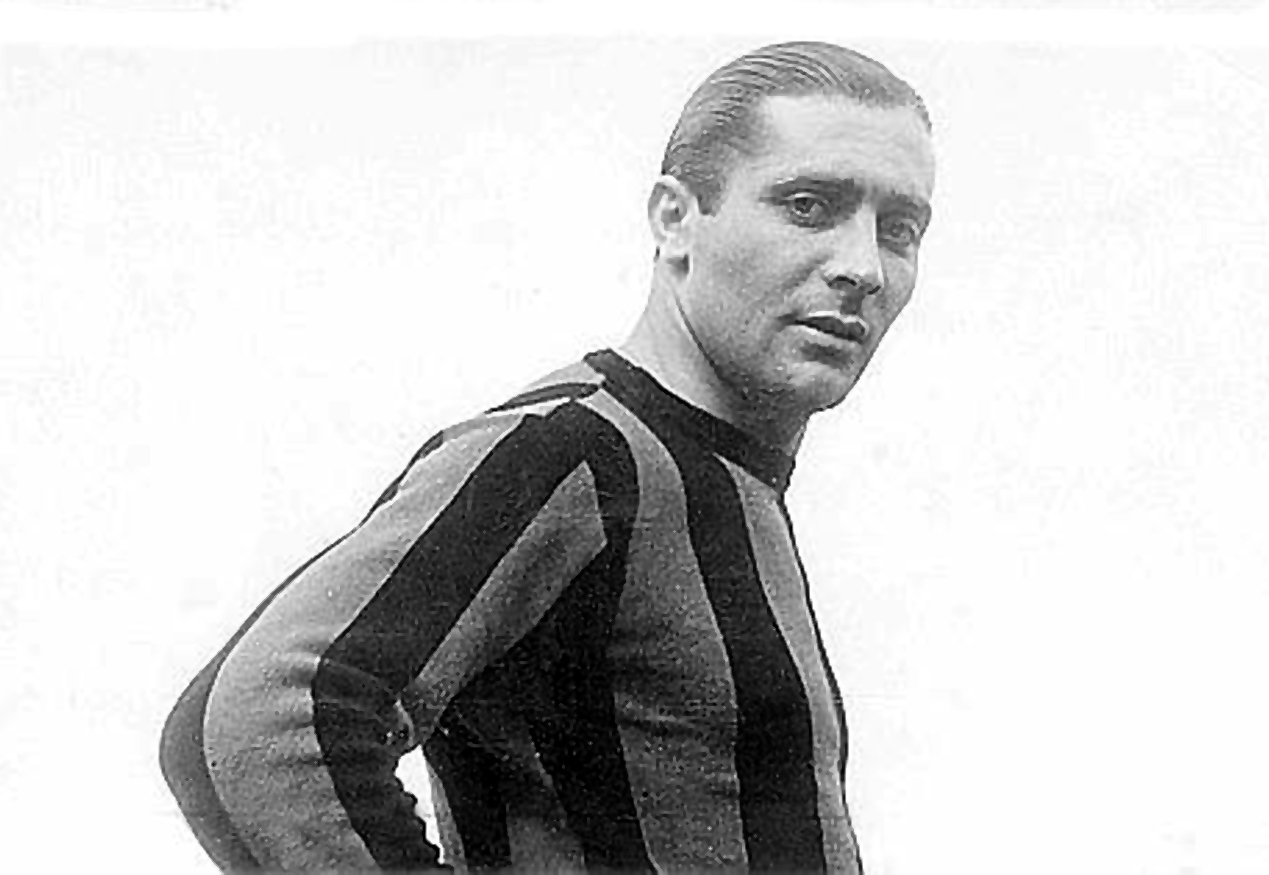
Giuseppe Meazza (1937)

Sezon rozpoczął 12 września 1937 od zremisowanego 3:3 spotkania z Lucchese, w którym zanotował trafienie. 3 października, po nierozegraniu dwóch meczów Serie A, Meazza zdobył dwa gole w wygranym 5:1 meczu z Fiorentiną. 8 grudnia, w wygranym 5:2 meczu 4. rundy Pucharu Włoch przeciwko Vicenzy, zdobył cztery bramki, strzelając w 10., 30., 60., i 88. minucie spotkania. W kolejnym starciu pucharu, rozegranym 26 grudnia przeciwko Bari (5:1), skompletował hat-tricka.
9 stycznia 1938, w wygranym 9:2 meczu 15. kolejki Serie A z Bari, strzelił pięć bramek, trafiając w 19., 34., 61., 77. i 86. minucie starcia. Tydzień później, w meczu z Lucchese (4:0), Meazza skompletował hat-tricka. 13 lutego zanotował dublet w wygranym 2:0 spotkaniu z Bologną.
W rozegranych 34 meczach zdobył 30 bramek. Sezon ligowy skończył z 20 bramkami, sięgając po raz trzeci po koronę króla strzelców Serie A. Ambrosiana zakończyła sezon w lidze na 1. miejscu, zdobywając mistrzostwo Włoch. W Pucharze Włoch udział zakończyła na półfinale, odpadając po meczu z Juventusem (0:2).
Jako mistrz Włoch, Inter zakwalifikował się do Pucharu Mitropa. 26 czerwca rozegrano pierwszy mecz turnieju, w którym włoski zespół wygrał 4:2, a Meazza zdobył bramkę. Przegrywając 10:3 ze Slavią Praga, Nerazzurri, zakończyli swój udział w rozgrywkach na ćwierćfinale.

#### Sezon 1938/1939
Sezon 1938/1939 rozpoczął od strzelenia bramki w meczu z Lazio (1:1). Jednak już od października pauzował z powodu kontuzji. Z tego powodu nie rozegrał dziewięciu meczów.
Na boisko powrócił 1 stycznia 1939, występując w wygranym 1:0 meczu z Genoą. Tydzień później strzelił swoją pierwszą bramkę po absencji, trafiając w meczu z Bari (1:4).

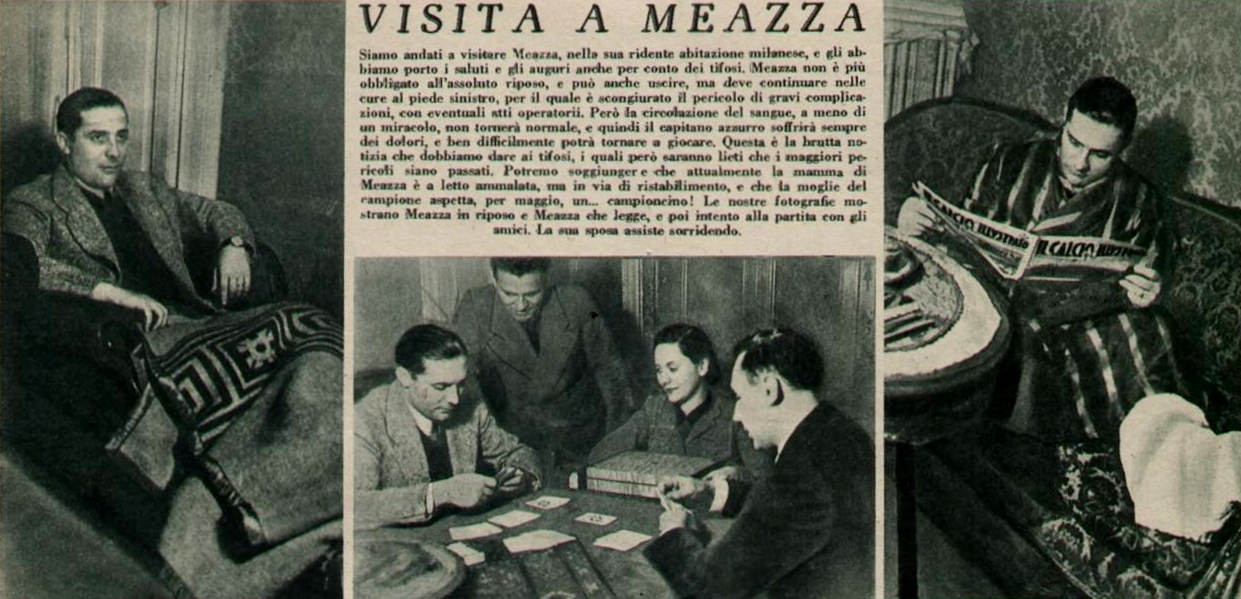
Artykuł tygodnika Il Calcio Illustrato z 1940 opowiadający o kontuzji Meazzy

Z powodu innych kontuzji łącznie w sezonie 1938/1939 rozegrał 23 mecze, w których zdobył trzy gole. W lidze Ambrosiana zajęła 3. miejsce, kwalifikując się do Pucharu Mitropy. Wystąpił we wszystkich sześciu meczach Pucharu Włoch, który Ambrosiana-Inter wygrała, pokonując w finale 2:1 drużynę Novary.

#### Sezon 1939/1940
Z powodu poważnej kontuzji – odmrożenia stopy (niedrożność naczyń krwionośnych w lewej stopie) – Meazza nie wystąpił w żadnym meczu sezonu 1939/1940. Po zakończonym sezonie zdecydował się na opuszczenie Interu Mediolan i przejście do ulubionego klubu z czasów dzieciństwa – A.C. Milanu.

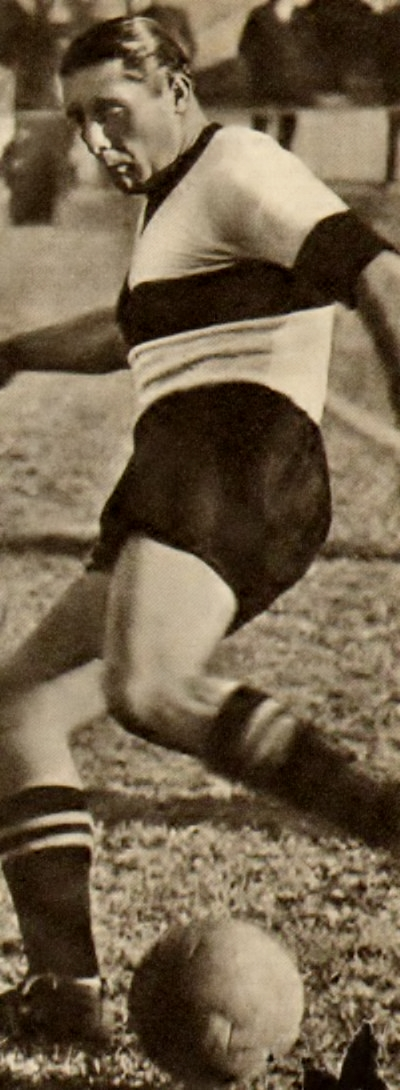
Giuseppe Meazza (1941)

### AC Milan

#### Sezon 1940/1941
Po przenosinach do Milanu nadal leczył kontuzję, w związku z czym w nowym klubie zadebiutował 12 stycznia 1941, rozgrywając mecz z Juventusem (2:2). Pierwszą bramkę dla Milanu zdobył w zremisowanym 2:2 starciu ze swoim poprzednim klubem – Ambrosianą-Interem. 30 marca, w wygranym 5:0 meczu z SSC Bari, strzelił 200. gola w Serie A, stając się pierwszym zawodnikiem, który zanotował 200 trafień w tych rozgrywkach.
Ogólnie w sezonie 1940/1941 rozegrał 15 meczów, w których strzelił 6 bramek. Milan z 34 punktami uplasował się na 3. pozycji w tabeli ligowej.

#### Sezon 1941/1942
26 października 1941 rozegrał pierwszy mecz nowego sezonu, w którym wygrał 7:1 z Modeną. Pierwszą bramkę w sezonie 1941/1942 zdobył dopiero 22 marca 1942 w wygranym 4:2 starciu z Romą.
Łącznie w sezonie 1941/1942 wystąpił w 27 meczach, w których zdobył pięć bramek. Mediolański zespół z 27 punktami zajął 10. miejsce w lidze. Wraz z drużyną dotarł do finału Pucharu Włoch, w którym przegrał 5:2 w dwumeczu przeciwko Juventusowi. Rozgrywki pucharowe zakończył z pięcioma występami, zdobywając dwie bramki. Ogólnie dla Milanu rozegrał 42 spotkania, w których zanotował 11 trafień.

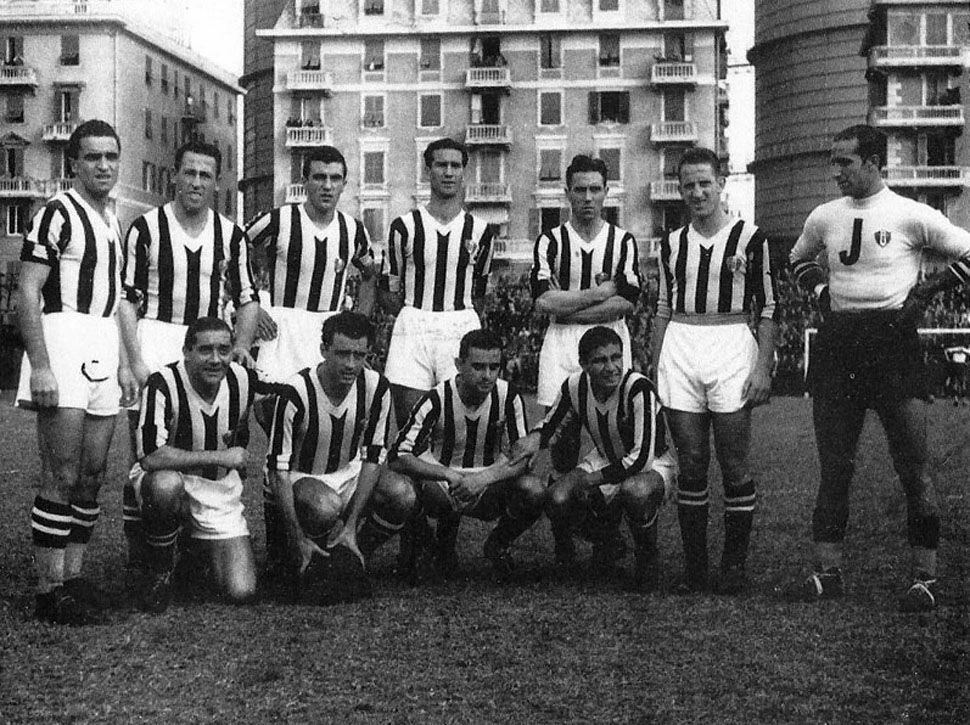
Skład Juventusu na mecz z AC Sampierdarenese; Meazza pierwszy od lewej w pierwszym rzędzie (1943)

### Juventus
Po zakończonym sezonie postanowił przenieść się do Juventusu. Z powodu kontuzji opuścił pierwsze dwa mecze Serie A, dlatego w nowym zespole zadebiutował 18 października 1942 w meczu 3. kolejki Serie A z Torino (2:5). Pierwszą bramkę dla Juventusu strzelił 15 listopada w wygranym 3:1 spotkaniu z Bologną.
24 stycznia 1943, w wygranym 5:2 meczu z Venezią, Giuseppe Meazza zanotował dublet. 14 marca, w przegranym 3:1 meczu ze swoim dawnym klubem – Ambrosianą-Interem – Meazza strzelił jedyną bramkę dla turyńskiego zespołu.
Sezon 1942/1943 zakończył z 27 meczami, w których strzelił 10 bramek. Był to jego ostatni sezon w karierze, w którym zaliczył 10 goli. Milan zakończył sezon na 8. miejscu w tabeli ligowej.

### AS Varese
W sezonie 1944 występował w klubie Varese Calcio. Zespół występował w rozgrywkach Divisione Nazionale, które zostały później uznane za nieoficjalne z uwagi na fakt, że rozgrywano je tylko na terenie Włoskiej Republiki Socjalnej. W 2002 Federazione Italiana Giuoco Calcio uznało jednak status oficjalny edycji, jednak zwycięzca edycji – Spezia została „honorowym” mistrzem Włoch.
Sezon rozpoczął od strzelenia bramki z rzutu karnego w meczu przeciwko US Cremonese. 30 kwietnia 1944 strzelił dwa gole w wygranym 4:1 meczu z Atalantą. Rundę kwalifikacyjną zakończył z 7 golami, a Varese, po rozegraniu zwycięskiego barażu z Brescią (1:0), awansowało do półfinałów, gdzie odpadło kończąc grupę A na ostatnim, 4. miejscu.

### Atalanta BC

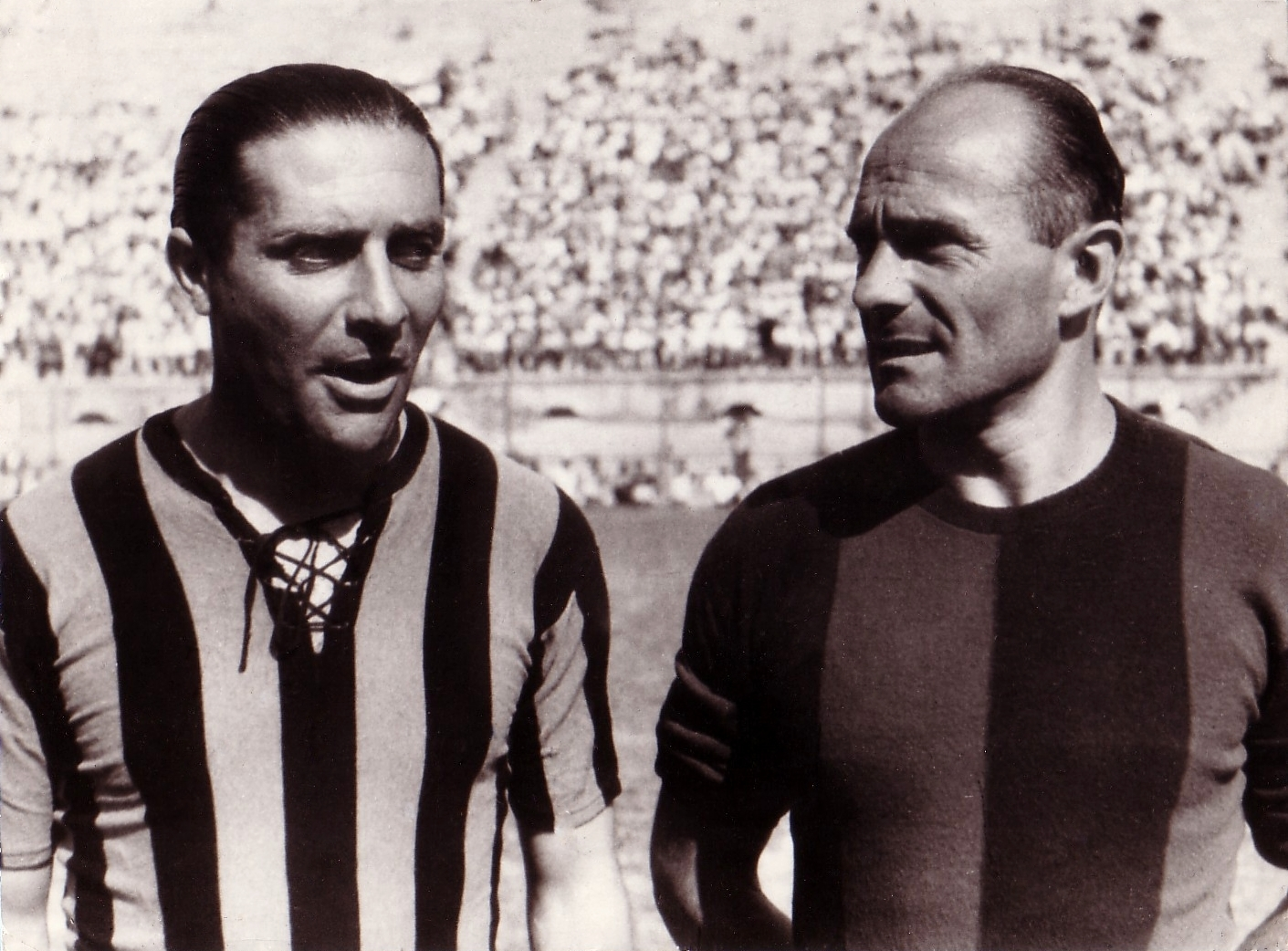
Meazza i Amedeo Biavati (1946)

W 1945 dołączył do zespołu Atalanty, w którym zadebiutował 18 listopada 1945 w bezbramkowo zremisowanym meczu z Triestiną. Pierwszą bramkę dla drużyny zdobył, trafiając w spotkaniu z Brescią (1:1). Drugą i jednocześnie ostatnią bramkę dla Orobici Nerazzurri zdobył w meczu z Interem Mediolan (2:1).
W sezonie 1945/1946 rozegrał 14 spotkań, w których zanotował dwa trafienia. Atalanta BC zakończyła sezon na 9. miejscu i nie awansowała do rundy finałowej rozgrywek.

### Inter Mediolan
Po zakończeniu sezonu 1945/1946 dołączył jako grający trener do Interu Mediolan, który był zagrożony spadkiem z ligi. Pierwszy mecz po powrocie rozegrał 22 grudnia 1946, w którym strzelił bramkę, a Inter zwyciężył z Bari 3:1.
Ostatnią bramkę w seniorskiej karierze zdobył 13 kwietnia 1947, trafiając w 44. minucie na 3:0 w spotkaniu z Triestiną (5:2). 29 czerwca 1947 zakończył karierę seniorską, rozgrywając mecz przeciwko Bolognii, który zakończył się remisem 1:1. Inter Mediolan zakończył rozgrywki ligowe na 10. pozycji w ligowej tabeli, unikając degradacji do Serie B, którą był zagrożony w połowie sezonu.

## Kariera reprezentacyjna

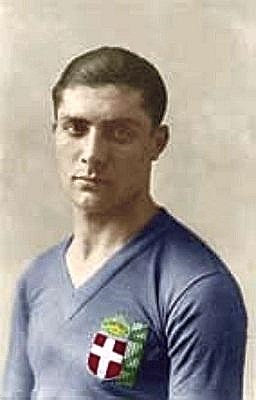
Meazza między 1930 a 1933

### Lata 1930–1933
9 lutego 1930 zadebiutował w reprezentacji Włoch w meczu przeciwko reprezentacji Szwajcarii (4:2), w którym zdobył dwa gole: 3:2 (37. minuta) i 4:2 (39. minuta). W swoim drugim meczu dla reprezentacji zdobył bramkę, a włoska drużyna pokonały Niemcy 2:0. 11 maja 1930, w 4. meczu dla Włoch skompletował hat-tricka w wygranym 5:0 spotkaniu z Węgrami.
25 stycznia 1931, w wygranym 5:0 meczu z reprezentacją Francji zdobył trzy bramki, trafiając w odstępie 19 minut: 1:0 (19'), 2:0 (34') i 3:0 (40'). Zdobył dwa gole w rozgrywkach Pucharu Europy Środkowej.
12 marca 1933 zanotował dwa trafienia w wygranym 3:2 meczu z Belgią. 13 maja 1933 nie zdobył bramki w zremisowanym 1:1 spotkaniu z Anglią kończąc passę czterech meczów ze zdobytą bramkę.

### Lata 1934–1936
25 marca 1934 strzelił dwie bramki w wygranym 4:0 meczu eliminacji do Mistrzostw Świata 1934 z Grecją, tym samym zapewniając Włochom awans na Mistrzostwa Świata 1934.

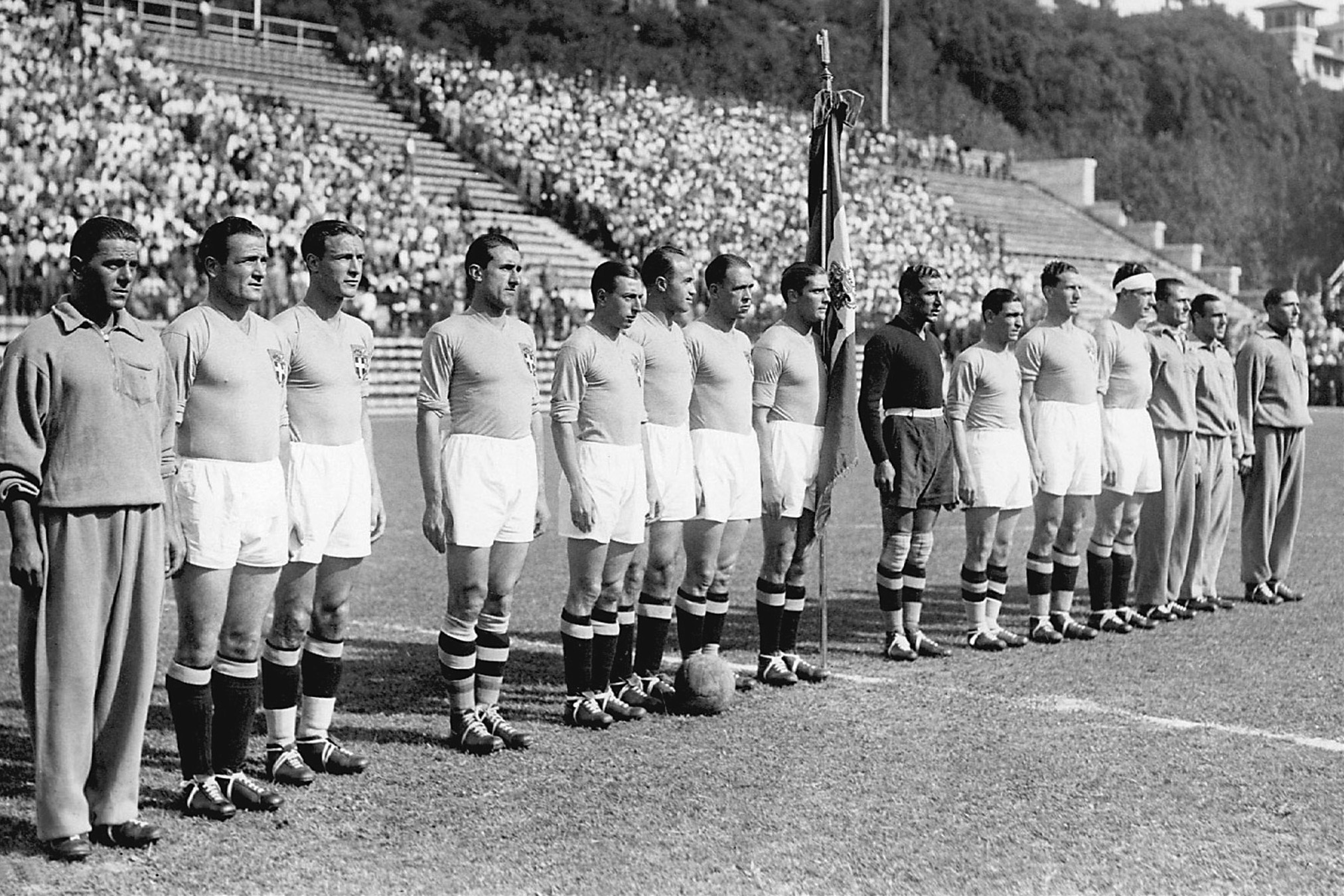
Skład reprezentacji Włoch na mecz z Czechosłowacją na MŚ 1934 (Meazza ósmy od lewej ze sztandarem)

Mistrzostwa Świata 1934, które odbyły się we Włoszech, rozpoczął od rozegrania meczu 1/8 fazy pucharowej przeciwko Stanom Zjednoczonym (7:1), w którym strzelił bramkę w 90. minucie. 31 maja Włochy zremisowały 1:1 z reprezentacją Hiszpanii, dlatego mecz został powtórzony. Dzień później strzelił jedyną bramkę w spotkaniu, dzięki czemu włoska reprezentacja awansowała do półfinału rozgrywek. W nim gospodarz pokonał Austrię 1:0 po golu Enrique Guaity i awansował do finału.
Mecz finałowy został rozegrany 10 czerwca na Stadio Nazionale w Rzymie pomiędzy Włochami, a reprezentacją Czechosłowacji. Po 90 minutach włoska drużyna remisowała 1:1 z rywalami. W piątej minucie dogrywki zwycięską bramkę strzelił Angelo Schiavio, dzięki czemu Włochy zostały mistrzem świata. Został wybrany najlepszym piłkarzem turnieju, a także został włączony do drużyny gwiazd.
14 listopada zanotował dublet w meczu z Anglią (2:3), strzelając w 58. i 62. minucie spotkania. W 1935 po raz drugi wygrał Puchar Europy Środkowej, zdobywając w edycji 1933/1935 dwa gole. 17 lutego 1935 strzelił dwie bramki w wygranym 2:1 meczu towarzyskim z Francją. Jego pierwsza bramka była 26. dla reprezentacji Włoch – pobił tym samym rekord Adolfo Baloncieriego, który dotychczas był najlepszym strzelcem w historii reprezentacji. 25 października zdobył gola przeciwko Szwajcarii w rozgrywkach Pucharu Europy Środkowej. Z ośmioma golami jest najskuteczniejszym włoskim piłkarzem w historii pucharu, a z 16 meczami jest włoskim piłkarzem z największą liczbą meczów w tych rozgrywkach.

### Lata 1937–1939

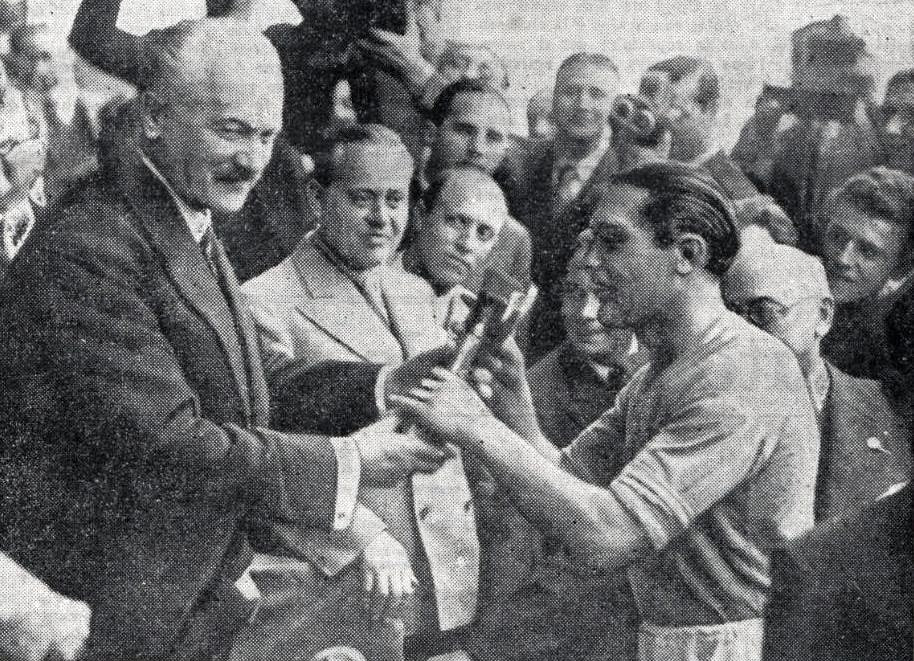
Meazza odbiera Złotą Nike od prezydenta Francji Alberta Lebruna po wygranej w finale MŚ 1938

Na początku został mianowany kapitanem drużyny narodowej. Pierwszy raz z opaską kapitańską wystąpił 25 kwietnia 1937 w meczu z Węgrami (2:0). 27 maja, w wygranym 3:1 meczu z reprezentacją Norwegii, strzelił swoją 30. bramkę dla reprezentacji Włoch.
Mistrzostwa Świata 1938 we Francji rozpoczął od wygrania 2:1 w 1/8 finału z Norwegią. Następnie Włochy pokonały 3:1 Francję w ćwierćfinale przechodząc do półfinału. 16 czerwca rozegrał mecz półfinałowy przeciwko reprezentacji Brazylii, który zakończył się zwycięstwem włoskiej drużyny 2:1. Bramkę na 2:0 strzelił w 60. minucie spotkania Meazza z rzutu karnego. Podczas jego wykonywania napastnikowi rozerwały się szorty, dlatego Meazza przytrzymał spodenki lewą ręką i skutecznie wykonał rzut karny.
W finale, rozegranym 19 czerwca na Stade olympique Yves-du-Manoir w Colombes, Azzurri zmierzyli się z Węgrami, które w półfinale pokonały 5:1 reprezentację Szwecji. W meczu finałowym zanotował trzy asysty: przy trafieniu Silvio Pioly oraz przy dwóch golach Gino Colaussiego. Ostatecznie Włochy pokonały rywali 4:2, a Meazza jako kapitan wzniósł Złotą Nike. Po turnieju został wybrany do drużyny gwiazd mundialu.
Ostatni mecz dla reprezentacji Włoch rozegrał 20 lipca 1939, a Włosi wygrali 3:2 z Finlandią. Łącznie dla Włoch rozegrał 53 mecze, w których strzelił 33 bramki i jest drugim najskuteczniejszym zawodnikiem w historii reprezentacji Włoch, ustępując zdobywcy 35 goli Luigi Rivie. W czasie gry dla narodowej drużyny wygrał 35 spotkań, zremisował 12 razy, a przegrał sześć meczów.

## Kariera trenerska
Jako grający trener występował w Atalancie (1945–1946) oraz w Interze Mediolan (1946–1948). W 1948, jako jeden z pierwszych trenerów, zaczął trenować zagraniczny klub – turecki Beşiktaş JK. Później prowadził Pro Patrię. W latach 1952–1953 był trenerem reprezentacji Włoch w piłce nożnej, z którą wystąpił na Igrzyskach Olimpijskich 1952. Później ponownie był szkoleniowcem Interu. Podczas pracy w sekcji juniorskiej klubu wypatrzył syna Valentino Mazzoli – Sandro Mazzolę i przekonał go do podpisania kontraktu z Interem.

## Styl gry
Meazza podczas kariery juniorskiej był umieszczany na pozycji obrońcy. Na początku kariery seniorskiej został przesunięty na pozycję napastnika. Później grał także jako cofnięty napastnik na lewej części boiska, jednak potrafił grać też na prawej stronie. Pod koniec kariery zaczął występować na pomocy, grając na pozycjach ofensywnego pomocnika, środkowego pomocnika, a także grając bliżej obrony.
Był znany z ponadprzeciętnej skuteczności w wykańczaniu akcji, a także z umiejętności w kiwaniu się. Pomimo niskiego wzrostu (169 cm), potrafił dobrze grać głową i strzelać bramki w ten sposób. Chociaż jego wiodącą nogą była prawa, dobrze grał obiema nogami. Znany był z niezwykłej techniki wykonywania rzutów wolnych, które strzelał nadając im rotację opadającą, nazywaną po włosku a foglia morta. Był także niezwykle skutecznym wykonawcą rzutów karnych. Prócz umiejętności czysto piłkarskich, posiadał także cechy przywódcze.
Prowadził jednak niezdrowy tryb życia: często przed meczami nocował w domach publicznych. Był jedynym piłkarzem reprezentacji Włoch, któremu pozwolono palić papierosy. Był także miłośnikiem szybkich samochodów, dobrze tańczył tango, co później pomagało mu w dryblingu podczas meczów.

## Statystyki

### Klubowe
| Klub               | Sezon              | Liga                | Liga  | Liga   | Puchar Włoch | Puchar Włoch | Puchar Mitropa | Puchar Mitropa | Suma  | Suma   |
| Klub               | Sezon              | Liga                | Mecze | Bramki | Mecze        | Bramki       | Mecze          | Bramki         | Mecze | Bramki |
| ------------------ | ------------------ | ------------------- | ----- | ------ | ------------ | ------------ | -------------- | -------------- | ----- | ------ |
| Inter Mediolan     | 1927/1928          | Divisione Nazionale | 33    | 12     | –            | –            | –              | –              | 33    | 12     |
| Inter Mediolan     | 1928/1929          | Divisione Nazionale | 29    | 33     | –            | –            | –              | –              | 29    | 33     |
| Inter Mediolan     | 1929/1930          | Serie A             | 33    | 31     | –            | –            | 6              | 7              | 39    | 38     |
| Inter Mediolan     | 1930/1931          | Serie A             | 34    | 24     | –            | –            | –              | –              | 34    | 24     |
| Inter Mediolan     | 1931/1932          | Serie A             | 28    | 21     | –            | –            | –              | –              | 28    | 21     |
| Inter Mediolan     | 1932/1933          | Serie A             | 32    | 20     | –            | –            | 6              | 5              | 38    | 25     |
| Inter Mediolan     | 1933/1934          | Serie A             | 32    | 21     | –            | –            | 2              | 3              | 34    | 24     |
| Inter Mediolan     | 1934/1935          | Serie A             | 30    | 18     | –            | –            | 2              | 2              | 32    | 20     |
| Inter Mediolan     | 1935/1936          | Serie A             | 29    | 25     | 2            | 1            | 6              | 10             | 37    | 36     |
| Inter Mediolan     | 1936/1937          | Serie A             | 26    | 11     | 4            | 3            | –              | –              | 30    | 14     |
| Inter Mediolan     | 1937/1938          | Serie A             | 26    | 20     | 4            | 8            | 4              | 2              | 34    | 30     |
| Inter Mediolan     | 1938/1939          | Serie A             | 16    | 4      | 6            | 0            | 1              | 0              | 23    | 4      |
| Inter Mediolan     | 1939/1940          | Serie A             | 0     | 0      | –            | –            | –              | –              | 0     | 0      |
| Inter Mediolan     | Ogólnie            | Ogólnie             | 348   | 240    | 16           | 12           | 27             | 29             | 391   | 282    |
| A.C. Milan         | 1940/1941          | Serie A             | 14    | 6      | 1            | 0            | –              | –              | 15    | 6      |
| A.C. Milan         | 1941/1942          | Serie A             | 23    | 3      | 4            | 2            | –              | –              | 27    | 5      |
| A.C. Milan         | Ogólnie            | Ogólnie             | 37    | 9      | 5            | 2            | 0              | 0              | 42    | 11     |
| Juventus           | 1942/1943          | Serie A             | 27    | 10     | –            | –            | –              | –              | 27    | 10     |
| Juventus           | Ogólnie            | Ogólnie             | 27    | 10     | 0            | 0            | 0              | 0              | 27    | 10     |
| AS Varese          | 1944               | Divisione Nazionale | 20    | 7      | –            | –            | –              | –              | 20    | 7      |
| AS Varese          | Ogólnie            | Ogólnie             | 20    | 7      | 0            | 0            | 0              | 0              | 20    | 7      |
| Atalanta BC        | 1945/1946          | Divisione Nazionale | 14    | 2      | –            | –            | –              | –              | 14    | 2      |
| Atalanta BC        | Ogólnie            | Ogólnie             | 14    | 2      | 0            | 0            | 0              | 0              | 14    | 2      |
| Inter Mediolan     | 1946/1947          | Serie A             | 17    | 2      | –            | –            | –              | –              | 17    | 2      |
| Inter Mediolan     | Ogólnie            | Ogólnie             | 17    | 2      | 0            | 0            | 0              | 0              | 17    | 2      |
| Ogólnie w karierze | Ogólnie w karierze | Ogólnie w karierze  | 463   | 270    | 21           | 14           | 27             | 29             | 511   | 313    |

### Reprezentacyjne
| Reprezentacja | Rok     | Mecze | Bramki |
| ------------- | ------- | ----- | ------ |
| Włochy        |         |       |        |
| 1930          | 5       | 6     |        |
| 1931          | 6       | 5     |        |
| 1932          | 4       | 2     |        |
| 1933          | 5       | 5     |        |
| 1934          | 9       | 7     |        |
| 1935          | 3       | 2     |        |
| 1936          | 4       | 2     |        |
| 1937          | 5       | 1     |        |
| 1938          | 6       | 3     |        |
| 1939          | 6       | 0     |        |
| Ogólnie       | Ogólnie | 53    | 33     |

| Mecze i gole w reprezentacji | Mecze i gole w reprezentacji | Mecze i gole w reprezentacji | Mecze i gole w reprezentacji | Mecze i gole w reprezentacji | Mecze i gole w reprezentacji | Mecze i gole w reprezentacji      |
| Włochy                       | Włochy                       | Włochy                       | Włochy                       | Włochy                       | Włochy                       | Włochy                            |
| Lp.                          | Data                         | Miasto                       | Przeciwnik                   | Gol                          | Wynik                        | Rozgrywki                         |
| ---------------------------- | ---------------------------- | ---------------------------- | ---------------------------- | ---------------------------- | ---------------------------- | --------------------------------- |
| 1.                           | 09.02.1930                   | Rzym                         | Szwajcaria                   | Gol · Gol                    | 4:2                          | towarzyski                        |
| 2.                           | 02.03.1930                   | Frankfurt nad Menem          | Niemcy                       | Gol                          | 2:0                          | towarzyski                        |
| 3.                           | 06.04.1930                   | Amsterdam                    | Holandia                     |                              | 1:1                          | towarzyski                        |
| 4.                           | 09.02.1930                   | Budapeszt                    | Węgry                        | Gol · Gol · Gol              | 5:0                          | Puchar Europy Środkowej 1927/1930 |
| 5.                           | 22.06.1930                   | Bolonia                      | Hiszpania                    |                              | 2:3                          | towarzyski                        |
| 6.                           | 25.01.1931                   | Bolonia                      | Francja                      | Gol · Gol · Gol              | 5:0                          | towarzyski                        |
| 7.                           | 22.02.1931                   | Mediolan                     | Austria                      | Gol                          | 2:1                          | Puchar Europy Środkowej 1931/1932 |
| 8.                           | 29.03.1931                   | Berno                        | Szwajcaria                   |                              | 1:1                          | Puchar Europy Środkowej 1931/1932 |
| 9.                           | 19.04.1931                   | Bilbao                       | Hiszpania                    |                              | 0:0                          | towarzyski                        |
| 10.                          | 20.05.1931                   | Rzym                         | Szkocja                      | Gol                          | 3:0                          | towarzyski                        |
| 11.                          | 15.11.1931                   | Rzym                         | Czechosłowacja               |                              | 2:2                          | Puchar Europy Środkowej 1931/1932 |
| 12.                          | 20.03.1932                   | Wiedeń                       | Austria                      | Gol                          | 1:2                          | Puchar Europy Środkowej 1931/1932 |
| 13.                          | 08.05.1932                   | Budapeszt                    | Węgry                        |                              | 1:1                          | Puchar Europy Środkowej 1931/1932 |
| 14.                          | 28.10.1932                   | Praga                        | Czechosłowacja               |                              | 1:2                          | Puchar Europy Środkowej 1931/1932 |
| 15.                          | 27.11.1932                   | Mediolan                     | Węgry                        | Gol                          | 4:2                          | towarzyski                        |
| 16.                          | 01.01.1933                   | Bolonia                      | Niemcy                       | Gol                          | 3:1                          | towarzyski                        |
| 17.                          | 12.02.1933                   | Bruksela                     | Belgia                       | Gol · Gol                    | 3:2                          | towarzyski                        |
| 18.                          | 02.04.1933                   | Genewa                       | Szwajcaria                   | Gol                          | 3:0                          | Puchar Europy Środkowej 1933/1935 |
| 19.                          | 13.05.1933                   | Rzym                         | Anglia                       |                              | 1:1                          | towarzyski                        |
| 20.                          | 03.12.1933                   | Florencja                    | Szwajcaria                   | Gol                          | 5:2                          | Puchar Europy Środkowej 1933/1935 |
| 21.                          | 11.02.1934                   | Turyn                        | Austria                      |                              | 2:4                          | Puchar Europy Środkowej 1933/1935 |
| 22.                          | 25.03.1934                   | Turyn                        | Grecja                       | Gol · Gol                    | 4:0                          | El. do Mistrzostw Świata 1934     |
| 23.                          | 27.05.1934                   | Rzym                         | Stany Zjednoczone            | Gol                          | 7:1                          | Mistrzostwa Świata 1934           |
| 24.                          | 31.05.1934                   | Florencja                    | Hiszpania                    |                              | 1:1                          | Mistrzostwa Świata 1934           |
| 25.                          | 01.06.1934                   | Florencja                    | Hiszpania                    | Gol                          | 1:0                          | Mistrzostwa Świata 1934           |
| 26.                          | 03.06.1934                   | Mediolan                     | Austria                      |                              | 1:0                          | Mistrzostwa Świata 1934           |
| 27.                          | 10.06.1934                   | Rzym                         | Czechosłowacja               |                              | 2:1                          | Mistrzostwa Świata 1934           |
| 28.                          | 14.11.1934                   | Londyn                       | Anglia                       | Gol · Gol                    | 2:3                          | towarzyski                        |
| 29.                          | 09.12.1934                   | Mediolan                     | Węgry                        | Gol                          | 4:2                          | towarzyski                        |
| 30.                          | 17.02.1935                   | Rzym                         | Francja                      | Gol · Gol                    | 2:1                          | towarzyski                        |
| 31.                          | 27.10.1935                   | Praga                        | Czechosłowacja               |                              | 1:2                          | Puchar Europy Środkowej 1933/1935 |
| 32.                          | 24.11.1935                   | Mediolan                     | Węgry                        |                              | 2:2                          | Puchar Europy Środkowej 1933/1935 |
| 33.                          | 05.04.1936                   | Zurych                       | Szwajcaria                   |                              | 2:1                          | towarzyski                        |
| 34.                          | 17.05.1936                   | Rzym                         | Austria                      |                              | 2:2                          | towarzyski                        |
| 35.                          | 31.05.1936                   | Budapeszt                    | Węgry                        | Gol                          | 2:1                          | towarzyski                        |
| 36.                          | 25.10.1936                   | Mediolan                     | Szwajcaria                   | Gol                          | 4:2                          | Puchar Europy Środkowej 1936/1938 |
| 37.                          | 25.04.1937                   | Turyn                        | Węgry                        |                              | 2:0                          | Puchar Europy Środkowej 1936/1938 |
| 38.                          | 23.05.1937                   | Praga                        | Czechosłowacja               |                              | 1:0                          | Puchar Europy Środkowej 1936/1938 |
| 39.                          | 27.05.1937                   | Oslo                         | Norwegia                     | Gol                          | 3:1                          | towarzyski                        |
| 40.                          | 31.05.1937                   | Genewa                       | Szwajcaria                   |                              | 2:2                          | Puchar Europy Środkowej 1936/1938 |
| 41.                          | 05.12.1937                   | Paryż                        | Francja                      |                              | 0:0                          | towarzyski                        |
| 42.                          | 15.05.1938                   | Mediolan                     | Belgia                       | (k.)                         | 6:1                          | towarzyski                        |
| 43.                          | 22.05.1938                   | Genua                        | Jugosławia                   | (k.)                         | 4:0                          | towarzyski                        |
| 44.                          | 05.06.1938                   | Marsylia                     | Norwegia                     |                              | 2:1                          | Mistrzostwa Świata 1938           |
| 45.                          | 12.06.1938                   | Paryż                        | Francja                      |                              | 3:1                          | Mistrzostwa Świata 1938           |
| 46.                          | 16.06.1938                   | Marsylia                     | Brazylia                     | (k.)                         | 2:1                          | Mistrzostwa Świata 1938           |
| 47.                          | 19.06.1938                   | Paryż                        | Węgry                        |                              | 4:2                          | Mistrzostwa Świata 1938           |
| 48.                          | 26.03.1939                   | Florencja                    | Niemcy                       |                              | 3:2                          | towarzyski                        |
| 49.                          | 13.05.1939                   | Mediolan                     | Anglia                       |                              | 2:2                          | towarzyski                        |
| 50.                          | 04.06.1939                   | Belgrad                      | Jugosławia                   |                              | 2:1                          | towarzyski                        |
| 51.                          | 08.06.1939                   | Budapeszt                    | Węgry                        |                              | 3:1                          | towarzyski                        |
| 52.                          | 11.06.1939                   | Bukareszt                    | Rumunia                      |                              | 1:0                          | towarzyski                        |
| 53.                          | 20.06.1939                   | Helsinki                     | Finlandia                    |                              | 3:2                          | towarzyski                        |

### Trenerskie
| Zespół         | Od                | Do               | Statystyka | Statystyka | Statystyka | Statystyka | Statystyka |
| Zespół         | Od                | Do               | M          | W          | R          | P          | % W        |
| -------------- | ----------------- | ---------------- | ---------- | ---------- | ---------- | ---------- | ---------- |
| Atalanta       | 25 listopada 1945 | 13 stycznia 1946 | 7          | 2          | 0          | 5          | 28,57      |
| Inter Mediolan | 5 stycznia 1947   | 14 marca 1948    | 49         | 22         | 7          | 20         | 44,90      |
| Beşiktaş JK    | 22 marca 1948     | 30 czerwca 1948  | 7          | 5          | 0          | 2          | 71,43      |
| Pro Patria     | 19 września 1949  | 30 czerwca 1951  | 74         | 25         | 18         | 31         | 33,78      |
| Włochy         | 1 lipca 1952      | 31 grudnia 1952  | 2          | 1          | 0          | 1          | 50,00      |
| Inter Mediolan | 26 grudnia 1955   | 30 czerwca 1956  | 22         | 11         | 6          | 5          | 50,00      |
| Inter Mediolan | 6 maja 1957       | 30 czerwca 1957  | 8          | 3          | 1          | 4          | 37,50      |
| Łącznie        | Łącznie           | Łącznie          | 169        | 66         | 32         | 68         | 39,05      |

## Sukcesy

### Inter Mediolan
- Mistrzostwo Włoch: 1929/1930, 1937/1938, 1939/1940
- Puchar Włoch: 1938/1939

### Reprezentacyjne
- Mistrzostwo Świata: 1934, 1938
- Puchar Europy Środkowej: 1927/1930, 1933/1935
- Finalista Pucharu Europy Środkowej: 1931/1932

### Indywidualne
- Król strzelców Serie A: 1929/1930 (31 goli), 1935/1936 (25 goli), 1937/1938 (20 goli)
- Król strzelców Pucharu Włoch: 1937/1938 (8 goli)
- Król strzelców Pucharu Mitropa: 1930 (7 goli), 1933 (5 goli)[c], 1936 (10 goli)

### Wyróżnienia
- Złota piłka Mistrzostw Świata: 1934[185]
- Drużyna gwiazd Mistrzostw Świata: 1938[179]
- Piłkarz stulecia na świecie według IFFHS (21. miejsce): 1999[186]
- Piłkarz stulecia w Europie według IFFHS (15. miejsce): 1999
- Piłkarz stulecia we Włoszech według IFFHS (2. miejsce): 1999
- Drużyna wszech czasów reprezentacji Włoch według IFFHS: 2021[187]

### Rekordy
Reprezentacja Włoch
- Drugi najskuteczniejszy zawodnik w historii reprezentacji Włoch: 33 gole

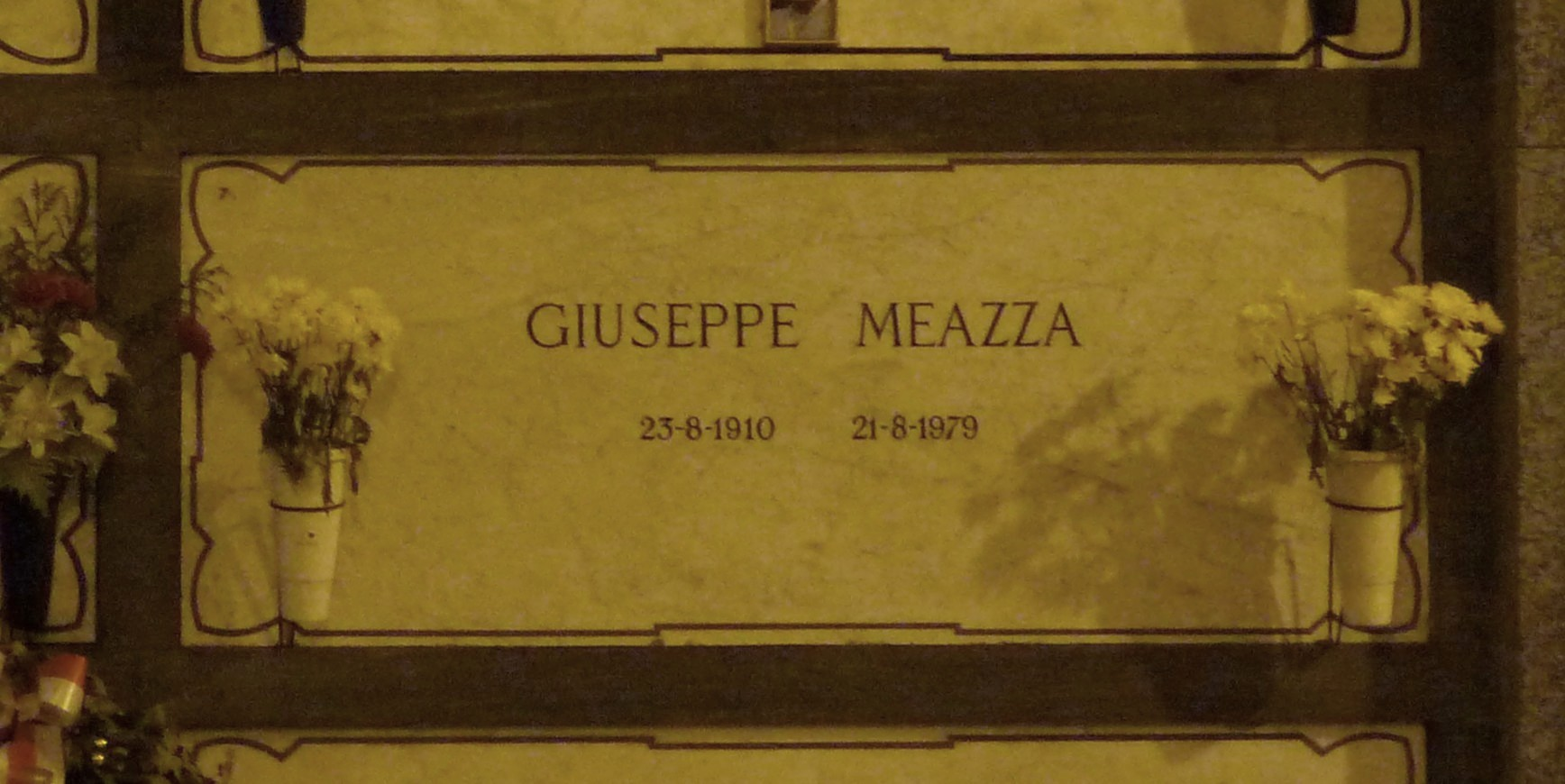
Grób Meazzy w Cimitero Monumentale di Milano (2015)

- Najskuteczniejszy zawodnik w historii reprezentacji Włoch w Pucharze Europy Środkowej: 8 goli[175]
- Najwięcej występów w historii reprezentacji Włoch w Pucharze Europy Środkowej: 16 meczów[176]

Rozgrywki klubowe we Włoszech
- Czwarty najskuteczniejszy zawodnik w historii Serie A: 216 goli
- Najskuteczniejszy zawodnik w historii Interu Mediolan: 284 gole[188]
- Najskuteczniejszy zawodnik w historii Interu Mediolan w Serie A: 197 goli[188]
- Najmłodszy zawodnik w historii Serie A, który strzelił 100 goli: 23 lata i 32 dni
- Najwięcej goli historii Serie A w debiutanckim sezonie: 31 goli (sezon 1929/1930)[189]
- Najwięcej hat-tricków spośród Włochów występujących w Serie A: 15[190][191]

Rozgrywki klubowe międzynarodowe
- Drugi najskuteczniejszy zawodnik w historii Pucharu Mitropa: 29 goli[53]

## Życie prywatne
Meazza w 1939 poślubił Ritę Galloni (zm. 1966). Para doczekała się dwóch córek: Silvany i Gabrielli. Miał też drugą żonę, Carlę Lambrughi. W 1951 wystąpił w filmie pt. Milano miliardaria, w którym zagrał samego siebie, u boku Sophii Loren. Pracował też jako dziennikarz.
Zmarł 21 sierpnia 1979 z powodu raka płuc, dwa dni przed swoimi 69. urodzinami w Lissone, gdzie spędził ostatnie lata życia. Początkowo był pochowany na Cimitero Monumentale di Milano, skąd w 2004 przeniesiono jego ciało do krypty kościoła na tym samym cmentarzu.  3 marca 1980, kilka miesięcy po jego śmierci, stadion Interu Mediolan i A.C. Milanu – San Siro otrzymał imię Meazzy.